# موتور عشاير هادي (أرزوئية)
موتور عشایر هادي (بالإنجليزية: Mowtowr-e Ashayir Hadi)‏ هي منطقة سكنية تقع في إيران في Arzuiyeh Rural District. يقدر عدد سكانها بـ 44 نسمة .